# فهرست فیلم‌های پویانمایی ۲۰۱۳
این فهرستی از فیلم‌های بلند پویانمایی است که در سال ۲۰۱۳ منتشر شدند.

## فهرست
| عنوان | کشور                       | کارگردان                                                  | استودیو                                               | تکنیک              | یادداشت                   |
| --- | -------------------------- | --------------------------------------------------------- | ----------------------------------------------------- | ------------------ | ------------------------- |
| آلفا و امگا | ایالات متحده آمریکا کانادا | ریچارد ریچ                                                | لاینزگیت کرست انیمیشن پروداکشنز                       | پویانمایی رایانه‌ای | فیلم ویدیوئی              |
| آنوهانا: گلی که آن روز دیدیم あの日見た花の名前を僕達はまだ知らない。 (Ano Hi Mita Hana no Namae o Bokutachi wa Mada Shiranai) | ژاپن                       | تاتسویوکی ناگای                                           | ای-۱ پیکچرز                                           | سنتی               | [ ۱ ]                     |
| شوالیه تاریکی بازمی‌گردد | ایالات متحده               | جی اولیوا                                                 | برادران وارنر انیمیشن                                 | سنتی               | فیلم ویدیوئی              |
| برزرک: آرک دوران طلایی | ژاپن                       | توشیوکی کوبوکا                                            | استودیو ۴°C                                           | سنتی               | [ ۳ ]                     |
| ابری با احتمال بارش کوفته‌قلقلی ۲                                                                                               | ایالات متحده               | کودی کامرن، کریس پرن                                      | سونی پیکچرز انیمیشن                                   | پویانمایی رایانه‌ای |                           |
| غارنشین‌ها | ایالات متحده               | کریس سندرز، کیرک دمیکو                                    | دریم‌ورکس انیمیشن                                      | پویانمایی رایانه‌ای |                           |
| من نفرت‌انگیز ۲ | ایالات متحده               | پی‌یر کافین، کریس رناد                                     | ایلومینیشن اینترتینمنت / یونیورسال پیکچرز             | پویانمایی رایانه‌ای | [ ۴ ]                     |
| حماسه | ایالات متحده               | کریس وج                                                   | بلو اسکای استودیو / استودیو قرن بیستم                 | پویانمایی رایانه‌ای | [ ۵ ]                     |
| فرار از سیاره زمین | ایالات متحده کانادا        | کال برانکر                                                | رین‌میکر انترتینمنت واینستین کمپانی                    | پویانمایی رایانه‌ای | [ ۶ ] [ ۷ ]               |
| پرندگان آزاد | ایالات متحده               | جیمی هیوارد                                               | استودیوهای ریل اف‌ایکس کریتیو رلتیویتی مدیا            | پویانمایی رایانه‌ای | [ ۸ ] [ ۹ ] [ ۱۰ ] [ ۱۱ ] |
| یخ‌زده | ایالات متحده               | کریس باک، جنیفر لی                                        | استودیو انیمیشن والت دیزنی                            | پویانمایی رایانه‌ای | [ ۱۲ ]                    |
| باغی از کلمات | ژاپن                       | ماکوتو شینکای                                             | کومیکس ویو فیلمز                                      | سنتی               | [ ۱۳ ]                    |
| هاکوئوکی Part 1 | ژاپن                       |                                                           |                                                       | سنتی               | [ ۱۴ ]                    |
| هاکوئوکی Part 2 | ژاپن                       |                                                           |                                                       | سنتی               | [ ۱۴ ]                    |
| قهرمانان متحد | ایالات متحده               | اریک رادومسکی، لئو رایلی                                  | مارول انیمیشن، براین زو استودیوز                      | پویانمایی رایانه‌ای | فیلم ویدیوئی              |
| جاستین و شوالیه‌های دلیر Justin y la espada del valor                                                                           | اسپانیا                    | مانوئل سیسیلیا                                            | کندر گرافیکس                                          | پویانمایی رایانه‌ای | [ ۱۶ ]                    |
| افسانه شاهدخت کاگویا Kaguya-Hime no Monogatari                                                                                 | ژاپن                       | ایسائو تاکاهاتا                                           | استودیو جیبلی                                         | سنتی               | [ ۱۷ ] [ ۱۸ ]             |
| کومبا | آفریقای جنوبی              | آنتونی سیلورستون                                          | تریگرفیش انیمیشن استودیوز                             | پویانمایی رایانه‌ای | [ ۱۹ ]                    |
| افسانه‌های از: بازگشت دوروتی | ایالات متحده هند           | دن سنت پیر، ویل فین                                       | سامرتایم اینترتینمنت، پرانا استودیوز                  | پویانمایی رایانه‌ای |                           |
| دانشگاه هیولاها | ایالات متحده               | دن اسکنلون                                                | پیکسار                                                | پویانمایی رایانه‌ای |                           |
| دختران اکواستریا | ایالات متحده کانادا        | جیسون تیسن                                                | السپارک، دی‌اچ‌اکس مدیا                                 | سنتی               |                           |
| هواپیماها | ایالات متحده               | کلی هال                                                   | دیزنی تون استودیوز                                    | پویانمایی رایانه‌ای |                           |
| صلح کوتاه | ژاپن                       | شوهی موریتا، کاتسوهیرو اوتومو، هیروآکی آندو، حاجیم کاتوکی |                                                       | سنتی               |                           |
| هارلوک: دزدان فضایی 宇宙海賊キャプテンハーロック (Uchū Kaizoku Kyaputen Hārokku)                                               | ژاپن                       | شینجی آرامکی                                              | توئی انیمیشن                                          | پویانمایی رایانه‌ای | [ ۲۰ ]                    |
| تارزان | ایالات متحده آلمان         | رینهارد کلوس                                              | کنستانتین فیلم                                        | پویانمایی رایانه‌ای |                           |
| توربو | ایالات متحده               | دیوید سورن                                                | دریم‌ورکس انیمیشن                                      | پویانمایی رایانه‌ای |                           |
| فوتبال‌دستی Metegol Futbolín Foosball The Unbeatables                                                                           | آرژانتین اسپانیا           | خوان خوزه کامپانلا                                        | ۱۰۰ برس پروداکشنز، کاتماندو اینترتینمنت، پلورال+جمپسا | پویانمایی رایانه‌ای | [ ۲۱ ] [ ۲۲ ]             |
| باد برمی‌خیزد (Kaze Tachinu) | ژاپن                       | هایائو میازاکی                                            | استودیو جیبلی                                         | سنتی               | [ ۲۳ ]                    |

## پرفروش‌ترین فیلم‌های پویانمایی ۲۰۱۳
۱۰ پرفروش‌ترین فیلم‌های پویانمایی سال ۲۰۱۳ عبارتند از:
| رتبه | عنوان                            | توزیع‌کننده/ استودیو                                                    | فروش جهانی     |        |
| ---- | -------------------------------- | ---------------------------------------------------------------------- | -------------- | ------ |
| ۱    | یخ‌زده                            | والت دیزنی پیکچرز / استودیو انیمیشن والت دیزنی                         | $۱٬۲۷۶٬۴۸۰٬۳۳۵ | [ ۲۶ ] |
| ۲    | من نفرت‌انگیز ۲                   | یونیورسال پیکچرز / ایلومینیشن اینترتینمنت                              | $۹۷۰٬۷۶۱٬۸۸۵   | [ ۲۷ ] |
| ۳    | دانشگاه هیولاها                  | والت دیزنی پیکچرز / پیکسار                                             | $۷۴۴٬۲۲۹٬۴۳۷   | [ ۲۸ ] |
| ۴    | غارنشین‌ها                        | استودیو قرن بیستم / دریم‌ورکس انیمیشن                                   | $۵۸۷٬۲۰۴٬۶۶۸   | [ ۲۹ ] |
| ۵    | توربو                            | استودیو قرن بیستم / دریم‌ورکس انیمیشن                                   | $۲۸۲٬۵۷۰٬۶۸۲   | [ ۳۰ ] |
| ۶    | ابری با احتمال بارش کوفته‌قلقلی ۲ | کلمبیا پیکچرز / سونی پیکچرز انیمیشن                                    | $۲۷۴٬۳۲۵٬۹۴۹   | [ ۳۱ ] |
| ۷    | حماسه                            | استودیو قرن بیستم / بلو اسکای استودیو                                  | $۲۶۸٬۴۲۶٬۶۳۴   | [ ۳۲ ] |
| ۸    | هواپیماها                        | والت دیزنی پیکچرز / دیزنی تون استودیوز                                 | $۲۳۹٬۲۵۸٬۷۱۲   | [ ۳۳ ] |
| ۹    | باد برمی‌خیزد                     | توهو/ استودیو جیبلی                                                    | $۱۳۶٬۳۳۳٬۲۲۰   | [ ۳۴ ] |
| ۱۰   | پیاده‌روی با دایناسورها           | ریلاینس اینترتینمنت/آی‌ام گلوبال/بی‌بی‌سی زمین/اورگرین فیلمز/انیمال لاجیک | $۱۲۶٬۵۴۶٬۵۱۸   | [ ۳۵ ] |